# Pallavolo ai Giochi della XXXI Olimpiade - Qualificazioni al torneo femminile (CEV)
Le qualificazioni europee femminili di pallavolo ai Giochi della XXXI Olimpiade si sono svolte dal 4 al 9 gennaio 2016 ad Ankara, in Turchia: al torneo hanno partecipato otto squadre nazionali europee e la prima classificata si è qualificata per i Giochi della XXXI Olimpiade.

## Impianti
|                                                                             |  |  |
|                                                                             |  |  |
| Başkent Voleybol Salonu Città: Ankara Capienza: 7 600 Anno d'apertura: 2010 |  |  |

## Regolamento

### Formula
Le squadre hanno disputato una prima fase a gironi con formula del girone all'italiana; al termine della prima fase le prime due classificate di ogni girone hanno acceduto alla fase finale, strutturata in semifinali, finale per il terzo posto e finale.

### Criteri di classifica
Se il risultato finale è stato di 3-0 o 3-1 sono stati assegnati 3 punti alla squadra vincente e 0 a quella sconfitta, se il risultato finale è stato di 3-2 sono stati assegnati 2 punti alla squadra vincente e 1 a quella sconfitta.
L'ordine del posizionamento in classifica è stato definito in base a:
- Numero di partite vinte;
- Punti;
- Ratio dei set vinti/persi;
- Ratio dei punti realizzati/subiti;
- Risultati degli scontri diretti.

## Squadre partecipanti
| Squadra     | Qualificazione      |
| ----------- | ------------------- |
| Belgio      | 7ª nel ranking CEV  |
| Croazia     | 9ª nel ranking CEV  |
| Germania    | 5ª nel ranking CEV  |
| Italia      | 2ª nel ranking CEV  |
| Paesi Bassi | 6ª nel ranking CEV  |
| Polonia     | 8ª nel ranking CEV  |
| Russia      | 1ª nel ranking CEV  |
| Turchia     | Paese organizzatore |

## Torneo

### Fase a gironi
| Girone A    | Girone B |
| ----------- | -------- |
| Croazia     | Belgio   |
| Germania    | Italia   |
| Paesi Bassi | Polonia  |
| Turchia     | Russia   |

#### Girone A

##### Risultati
| 4 gennaio 2016 Başkent Voleybol Salonu, Ankara Durata: 2h:06 - Spettatori: 500   | Paesi Bassi | 2 - 3 | Germania    | 28-26, 22-25, 22-25, 25-20, 11-15 |
| 4 gennaio 2016 Başkent Voleybol Salonu, Ankara Durata: 1h:20 - Spettatori: 3 800 | Croazia     | 0 - 3 | Turchia     | 18-25, 22-25, 17-25               |
| 5 gennaio 2016 Başkent Voleybol Salonu, Ankara Durata: 1h:59 - Spettatori: 7 000 | Germania    | 1 - 3 | Turchia     | 25-27, 25-23, 16-25, 17-25        |
| 6 gennaio 2016 Başkent Voleybol Salonu, Ankara Durata: 1h:17 - Spettatori: 800   | Germania    | 3 - 0 | Croazia     | 25-16, 25-14, 25-17               |
| 6 gennaio 2016 Başkent Voleybol Salonu, Ankara Durata: 1h:19 - Spettatori: 7 500 | Turchia     | 0 - 3 | Paesi Bassi | 14-25, 10-25, 21-25               |
| 7 gennaio 2016 Başkent Voleybol Salonu, Ankara Durata: 1h:23 - Spettatori: 500   | Paesi Bassi | 3 - 0 | Croazia     | 25-19, 25-17, 25-23               |

##### Classifica
| Pos | Squadra     | Pt | G | V | P | SV | SP | Ratio | PF  | PS  | Ratio |
| --- | ----------- | -- | - | - | - | -- | -- | ----- | --- | --- | ----- |
| 1   | Paesi Bassi | 7  | 3 | 2 | 1 | 8  | 3  | 2.666 | 258 | 215 | 1.200 |
| 2   | Turchia     | 6  | 3 | 2 | 1 | 6  | 4  | 1.500 | 220 | 215 | 1.023 |
| 3   | Germania    | 5  | 3 | 2 | 1 | 7  | 5  | 1.400 | 269 | 255 | 1.054 |
| 4   | Croazia     | 0  | 3 | 0 | 3 | 0  | 9  | 0.000 | 163 | 225 | 0.724 |

#### Girone B

##### Risultati
| 4 gennaio 2016 Başkent Voleybol Salonu, Ankara Durata: 2h:12 - Spettatori: 1 000 | Polonia | 2 - 3 | Russia  | 25-19, 25-18, 22-25, 14-25, 10-25 |
| 5 gennaio 2016 Başkent Voleybol Salonu, Ankara Durata: 1h:51 - Spettatori: 400   | Italia  | 1 - 3 | Russia  | 16-25, 25-23, 19-25, 21-25        |
| 5 gennaio 2016 Başkent Voleybol Salonu, Ankara Durata: 1h:40 - Spettatori: 800   | Belgio  | 3 - 1 | Polonia | 25-19, 16-25, 27-25, 25-18        |
| 6 gennaio 2016 Başkent Voleybol Salonu, Ankara Durata: 2h:12 - Spettatori: 500   | Belgio  | 2 - 3 | Italia  | 25-16, 23-25, 25-22, 17-25, 15-17 |
| 7 gennaio 2016 Başkent Voleybol Salonu, Ankara Durata: 1h:23 - Spettatori: 400   | Russia  | 3 - 0 | Belgio  | 25-19, 25-22, 25-17               |
| 7 gennaio 2016 Başkent Voleybol Salonu, Ankara Durata: 2h:08 - Spettatori: 500   | Italia  | 3 - 2 | Polonia | 25-18, 25-22, 22-25, 19-25, 15-13 |

##### Classifica
| Pos | Squadra | Pt | G | V | P | SV | SP | Ratio | PF  | PS  | Ratio |
| --- | ------- | -- | - | - | - | -- | -- | ----- | --- | --- | ----- |
| 1   | Russia  | 8  | 3 | 3 | 0 | 9  | 3  | 3.000 | 275 | 235 | 1.170 |
| 2   | Italia  | 4  | 3 | 2 | 1 | 7  | 7  | 1.000 | 292 | 306 | 0.954 |
| 3   | Belgio  | 4  | 3 | 1 | 2 | 5  | 7  | 0.714 | 256 | 267 | 0.958 |
| 4   | Polonia | 2  | 3 | 0 | 3 | 5  | 9  | 0.555 | 286 | 301 | 0.950 |

### Fase finale
|  | Semifinali  | Semifinali  | Semifinali  |             |        | Finale 1º/2º posto | Finale 1º/2º posto | Finale 1º/2º posto |  |
|  |             |             |             |             |        |                    |                    |                    |  |
|  | Russia      | Russia      | 3           |             |        |                    |                    |                    |  |
|  | Russia      | Russia      | 3           |             |        |                    |                    |                    |  |
|  | Turchia     | Turchia     | 1           |             |        |                    |                    |                    |  |
|  | Turchia     | Turchia     | 1           |             | Russia | Russia             | 3                  |                    |  |
|  |             |             |             |             | Russia | Russia             | 3                  |                    |  |
|  |             |             | Paesi Bassi | Paesi Bassi | 1      |                    |                    |                    |  |
|  | Paesi Bassi | Paesi Bassi | Paesi Bassi | Paesi Bassi | 1      | 3                  |                    |                    |  |
|  | Paesi Bassi | Paesi Bassi |             |             |        | 3                  |                    |                    |  |
|  | Italia      | Italia      | 0           |             |        | Finale 3º/4º posto | Finale 3º/4º posto | Finale 3º/4º posto |  |
|  | Italia      | Italia      | 0           |             |        |                    |                    |                    |  |
|  |             |             |             |             |        |                    |                    |                    |  |
|  |             |             |             |             |        | Turchia            | Turchia            | 2                  |  |
|  |             |             |             |             |        | Turchia            | Turchia            | 2                  |  |
|  |             |             |             |             |        | Italia             | Italia             | 3                  |  |

#### Semifinali
| 8 gennaio 2016 Başkent Voleybol Salonu, Ankara Durata: 1h:57 - Spettatori: 7 500 | Russia      | 3 - 1 | Turchia | 21-25, 25-18, 25-12, 25-20 |
| 8 gennaio 2016 Başkent Voleybol Salonu, Ankara Durata: 1h:27 - Spettatori: 1 000 | Paesi Bassi | 3 - 0 | Italia  | 25-23, 25-21, 25-19        |

#### Finale 3º posto
| 9 gennaio 2016 Başkent Voleybol Salonu, Ankara Durata: 2h:19 - Spettatori: 4 000 | Turchia | 2 - 3 | Italia | 23-25, 25-19, 23-25, 25-15, 13-15 |

#### Finale
| 9 gennaio 2016 Başkent Voleybol Salonu, Ankara Durata: 2h:07 - Spettatori: 2 200 | Russia | 3 - 1 | Paesi Bassi | 25-21, 22-25, 25-19, 25-20 |

## Podio

### Campione
Formazione: 1 Jana Ščerban', 3 Elena Ežova, 5 Ljubov' Sokolova, 7 Ekaterina Bogačëva, 8 Natalija Hončarova, 10 Ekaterina Pankova, 12 Natal'ja Chodunova, 13 Evgenija Starceva, 14 Irina Fetisova, 15 Tat'jana Košeleva, 16 Irina Zarjažko, 17 Natal'ja Malych, 18 Ksenija Il'čenko, 19 Anna Malova, CT: Jurij Maričev

### Secondo posto
Formazione: 1 Kirsten Knip, 2 Femke Stoltenborg, 3 Yvon Beliën, 4 Celeste Plak, 5 Robin de Kruijf, 6 Maret Grothues, 7 Quinta Steenbergen, 8 Judith Pietersen, 9 Myrthe Schoot, 10 Lonneke Slöetjes, 11 Anne Buijs, 14 Laura Dijkema, 16 Debby Stam, 22 Nicole Koolhaas, CT: Giovanni Guidetti

### Terzo posto
Formazione: 4 Alessia Orro, 6 Monica De Gennaro, 7 Martina Guiggi, 8 Alessia Gennari, 9 Nadia Centoni, 10 Francesca Ferretti, 11 Cristina Chirichella, 15 Antonella Del Core, 16 Lucia Bosetti, 17 Valentina Diouf, 18 Paola Egonu, 20 Anna Danesi, 21 Sara Bonifacio, 22 Stefania Sansonna, CT: Marco Bonitta

## Classifica finale
| Pos | Squadra     | Qualificazione                               |
| --- | ----------- | -------------------------------------------- |
|     | Russia      | Giochi della XXXI Olimpiade                  |
|     | Paesi Bassi | Torneo di qualificazione mondiale (girone A) |
|     | Italia      | Torneo di qualificazione mondiale (girone A) |
| 4   | Turchia     |                                              |
| 5   | Germania    |                                              |
| 5   | Belgio      |                                              |
| 7   | Croazia     |                                              |
| 7   | Polonia     |                                              |